# ロンドン証券取引所
ロンドン証券取引所（ロンドンしょうけんとりひきじょ、英: London Stock Exchange、LSE）は、イギリス・ロンドンにあるヨーロッパ最大の証券取引所である。ロンドン証券取引所グループplc, （LSEG） としても知られる、金融市場データとインフラストラクチャの世界的なプロバイダーである。1801年に設立された。世界の主要取引所の1つであり、世界経済において中心的な役割を果たしている。所在地はロンドン市内のセント・ポール大聖堂に近いパターノスター広場にある。2007年からロンドン証券取引所グループ（LSEG）によって運営されている。
上場企業は全体で2023年4月現在1918社を数え、イギリス企業のみならず、国外の企業も多く含まれる。WFEの統計によると、2023年8月現在の時価総額は3.18兆ドル、2010年通年の売買代金は第6位であった。

## 株価指数
代表的な株価指標は時価総額が最も大きい100社を対象としたFTSE 100で、これは1983年末の株価を基準値1000とした時価総額加重平均型株価指数である。

## 取引時間
通常の立会時間は土曜・日曜・取引所の定める休みを除く、平日の西ヨーロッパ時間8:00～16:30。日本標準時では、冬時間は17:00～翌日1:30、夏時間は16:00～翌日0:30にあたる。

## 沿革

### 創成期
ロンドンにおける株式取引のおこりはウィリアム3世の治世の時代、ロシア北部の白海経由で中国を目指したモスクワ会社、インド・東洋の航海をした東インド会社、この2つの組織の資金を安定的に手当てする必要があったことによる。これは個人が捻出するに困難なほどの費用も、商人らに株式を発行することで会社立ち上げの資金を獲得し、株主らには最終的な利潤の分配権を与えるものであった。手法はすぐさま広まり、1695年には140の株式会社 (joint stock company) があったとされる。これら会社の株式の取引は、シティのエクスチェンジアレイ界隈にある2つのコーヒーハウス、ギャラウェイとジョナサンが中心となり、ブローカーをつとめるジョン・キャステインが発表する株価・商品価格は The Course of the Exchange and other things と呼ばれた。株式市場の成長に従い、法制度の整備もすすめられ、1697年にはブローカーおよびジョッバーの総員・悪弊規制法が議会を通過。内部者取引や市場の不正操作が制限、さらにブローカー業は免許制となって合法行為の誓約が求められるようになった。

### 南海泡沫事件
その後もエクスチェンジアレイはさかえていったが、1720年におきた南海泡沫事件によって潮流は後退する。南海会社の株価急騰に端を発した過剰なほどの熱狂が市場を席巻し、じきに株価の急速な巻き戻しが起きた一連の出来事は市場の混乱をまねき、その回復に長い時間をついやすこととなった。

### バブル条例
南海泡沫事件によって、1720年バブル条例が制定され、株式会社設立は議会の許可制となり強い制約が加わった。これは、1825年まで存続したため、産業革命は従来の定説とは違い、株式会社制度による影響は大きくはなかったとの見方がある。一方、国債(ほとんどは戦費の調達)の発行・流通市場が加速した。

### スレッドニードル通り
1748年にジョナサンが火事で焼け落ち、加えてアレイ界隈のあふれかえる人の多さに不満がつのっていたこともあって、ブローカーらはスレッドニードル通りにニュー・ジョナサンを再建、まもなく名称を証券取引所と定めた。1801年には会員規則の新設、証券取引会員場への再度改名をもって今日あるロンドン証券取引所の基礎ができあがる。しかし、これもまた手狭であったため同年にカペルコートへ移転するなど紆余曲折を経ながらも、市場そのものが朽ちることはなく1820年代の鉄道・運河・鉱山・保険に関わる産業の成長が支えとなって再び立ち直っていった。
1865年から1914年の間、イギリスの資本輸出におき大英帝国向けは4割で16.1億ポンドに達した。その半分はカナダ・オーストラリア向けであった。資本輸出は帝国主義の手段ではなく、むしろ収益性に帝国主義を従属せしめるものであった。
1923年には紋章が授与された。モットーは「我が言葉は我が証文なり」（ラテン語: dictum meum pactum、英語: my word is my bond）。このモットーが表しているとおり、「ロンドン株式取引所の最大の長所は、非のうちどころのない誠実さ」といわれた。
1972年、エリザベス2世出席のもと立会場をそなえた証券取引所タワーをスレッドニードル通りに開き、新たな舞台を設けた。1986年10月27日のビッグバン到来においては大規模な変革がもたらされ、有価証券取引の手数料自由化によってブローカーやディーラー同様に各業者ごとで決定できる仕組み、ディーリングルームへのコンピュータシステム導入など、業務にかかわる多くの規制撤廃・緩和がなされた。

### IRAによる爆弾事件
1990年7月20日、IRA暫定派の仕掛けた爆弾が、見学室後方の男性トイレで爆発する事件がおこる。現場はすでに避難が済んだ後であり、負傷者はゼロであった。ただし電子取引を眼前にできる観光名所とはいえ事件の影響は大きく、同スペースを再開したものの1992年に閉鎖された。

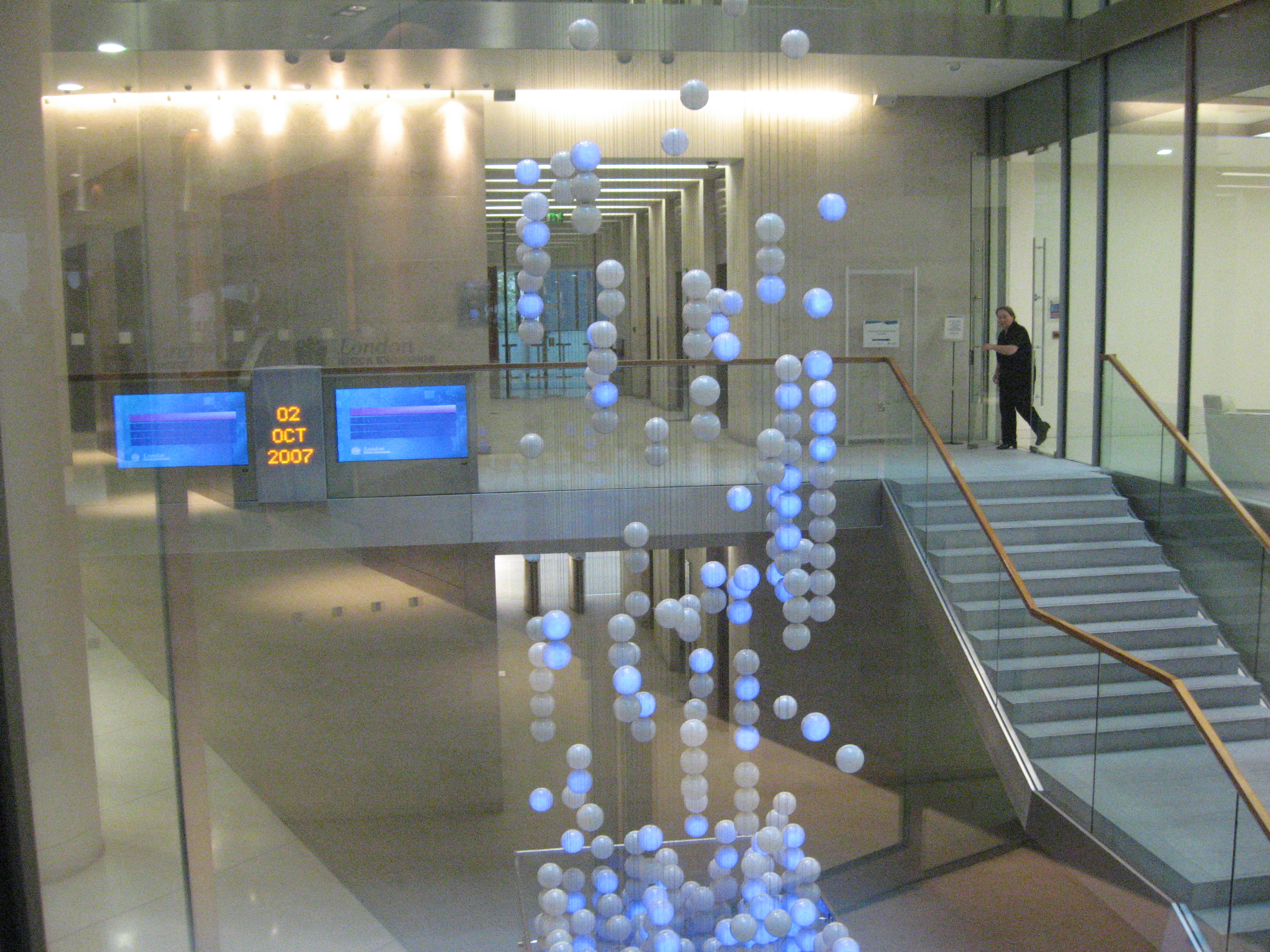
新ロンドン証券取引所ビルの内部。中央のオブジェクトは、グレイワールドの手がけた『ザ・ソース』。

### パターノスタースクエア
2004年7月、スレッドーニードル通りからセント・ポール大聖堂のすぐそばであるパターノスタースクエアへ移転。エリザベス2世が再び出席、エディンバラ公フィリップ同伴のもと、2004年7月27日に新ロンドン証券取引所がオープンした。

### ロンドン証券取引所グループ設立と近年の経営統合論議
2005年にロンドン証券取引所はNASDAQから合併提案を受けたが、2007年初頭、最終的に拒否した 。2007年、ロンドン証券取引所はイタリア証券取引所を買収、これを契機に「ロンドン証券取引所グループ」が設立され、ロンドン証券取引所は同グループによる運営とされ、またグループ自身がロンドン証券取引所上場企業となった。2009年9月、スリランカのMillennium Information Technologies, Ltd.を買収、2011年2月、トロント証券取引所を運営するTMX Groupとの合併を発表するが、同年6月に頓挫した。2014年6月、アメリカ合衆国・ワシントン州に拠点を置くFrank Russell Companyの買収を発表した。2016年3月、ドイツ取引所が139億ドルで買収を提案して経営統合で合意するも、欧州連合が承認せず、2017年3月に交渉終了した。そこでロンドン証券取引所は、国際金融市場における手形交換制度である国際証券集中保管機関の買収または新設を目標とするようになった。ロンドン証券取引所は2013年にロンドン手形交換所（LCH）を傘下におさめているが、同手形交換所は2017年8月にカストディアン分担モデルをアビバ・JPモルガン・BNPパリバ・HSBCといった参入側に提示した。2019年9月にはイギリスの欧州連合離脱が進む中で香港証券取引所から390億ドルで買収が提案されるも翌10月に断念した。2021年1月に金融情報企業のリフィニティブの買収を完了し傘下とした。同年4月、イタリア証券取引所およびその関連企業をユーロネクストに売却した。2022年、上場企業の時価総額がユーロネクスト・パリに抜かれ、欧州2位の取引所に陥落した。
ロンドン証券取引所グループ主要構成
|                           | 分野                                   | 拠点                    | 株式保有率（％） |
| ------------------------- | -------------------------------------- | ----------------------- | ---------------- |
| 直営                      |                                        |                         |                  |
| ロンドン証券取引所        | 株式市場                               | イギリス                | 100              |
| 間接運営                  |                                        |                         |                  |
| Exactpro                  | 品質保証                               | ロシア                  | 100              |
| FTSEインターナショナル    | 株価指数算出                           | イギリス                | 100              |
| LCH.Clearnet Group        | 清算機関                               | イギリス                | 57.80            |
| MillenniumIT              | 情報技術                               | スリランカ              | 100              |
| Turquoise Global Holdings | 多角的取引システム開発                 | イギリス                | 51.36            |
| Frank Russell Company     | アセットマネジメントおよび株価指数算出 | アメリカ合衆国          | 100              |
| リフィニティブ            | 金融情報                               | アメリカ合衆国 イギリス | 100              |

- FTSEインターナショナルとFrank Russell Companyは、ブランドネーム「FTSE Russell」を使用している。

## 上場
大企業が上場する「メイン市場」と新興企業が上場する「AIM市場」の２つがある。その取引システムについてはSETS（ロンドン株式自動取引システム）と呼ばれるオーダードリブン制に基づくもので、また決済については、英国の通貨であるポンド以外（米ドル、ユーロ、日本円他）も可能である。
日本企業の上場
| No. | 社名     | ティッカーシンボル 外部リンク | 上場年月日    |
| --- | -------- | ----------------------------- | ------------- |
| 1   | トヨタ   | TYT                           | 1999年9月29日 |
| 3   | 三菱電機 | MEL                           |               |
| 4   | MARUWA   | MAW                           |               |
| 8   | コナミ   | KNM                           | 1999年9月     |

過去の上場企業
| No. | 社名【ティッカーシンボル】             | 上場期間              |
| --- | -------------------------------------- | --------------------- |
| 1   | 東レ                                   | 1964年～2013年        |
| 2   | ANAホールディングス                    | 1991年〜2017年        |
| 3   | オートバックスセブン【AUB】            | 1995年～2007年        |
| 4   | 麒麟麦酒（現・キリンホールディングス） | ～2006年              |
| 5   | 鹿島建設                               |                       |
| 6   | NEC                                    |                       |
| 7   | みずほホールディングス                 |                       |
| 8   | 第一勧業銀行                           |                       |
| 9   | 富士銀行                               |                       |
| 10  | 日本興業銀行                           |                       |
| 11  | 三菱UFJフィナンシャル・グループ        |                       |
| 12  | 三井住友銀行                           |                       |
| 13  | りそなホールディングス                 |                       |
| 14  | 武富士【TAK】                          | 2000年～2010年        |
| 15  | 富士通【FUJ】                          | 1981年～2014年        |
| 16  | ソニー【SON】                          | 1970年～2014年        |
| 17  | TDK                                    | ～2013年7月24日       |
| 18  | 本田技研工業                           | ～2013年1月31日       |
| 19  | 日本電信電話                           | ～2014年02月06日      |
| 20  | NTTドコモ                              | ～2014年1月31日       |
| 21  | 三菱商事                               | 1989年～2015年9月18日 |
| 22  | 東芝                                   | 〜2014年              |